# Hinge (aplicación)
Hinge es una aplicación de citas en línea. Mediante un algoritmo, la aplicación muestra coincidencias potenciales, lo que permite al usuario descartar o intentar hacer coincidencias respondiendo a un contenido específico en su perfil. El servicio enfatiza la carga de contenido generado por el usuario en una variedad de formatos, como fotos, vídeos e «indicaciones» como una forma de expresar personalidad y apariencia. La aplicación es propiedad exclusiva de Match Group desde febrero de 2019.

## Historia
En 2011, el fundador y director ejecutivo, Justin McLeod (junto con un equipo que incluía a Frances Haugen), fundó un servicio de escritorio llamado «Agente Secreto Cupido», que permitía a los usuarios conectarse a Facebook e indicar de cuáles de sus amigos estaban enamorados. A lo largo de 2012, esto se convirtió en una aplicación móvil llamada Hinge, que se lanzó en febrero de 2013. La aplicación fue diseñada para ser menos superficial que Tinder, renunciando a acciones similares a las de Tinder y autodenominándose como «la aplicación de relaciones». Antes de que Hinge obtuviera suficientes usuarios para sostener el negocio, la empresa casi se quedó sin financiación. Al crear la aplicación, McLeod gastó gran parte del dinero restante en una fiesta de lanzamiento en Washington D. C., lo que permitió a la empresa obtener la siguiente ronda de financiación, salvándola de la insolvencia.
A lo largo de 2017, Hinge recibió más menciones que cualquier otra aplicación de citas en la sección «Bodas» de The New York Times. «Hinge Matchmaker» se lanzó en septiembre de 2017 y afirmaba reinventar las citas en línea para «personas que se perdieron la moda de las aplicaciones de citas».  Match Group realizó inversiones en Hinge ya en septiembre de 2017. En junio de 2018, Match Group adquirió el 51 % de la propiedad de Hinge, con derecho a adquirir todas las acciones restantes dentro de un año, y llegó a poseer el 100 % de Hinge en el primer trimestre de 2019. Bajo la dirección de Match Group, los ingresos de Hinge aumentaron de 8 millones de dólares en 2018 a 284 millones de dólares en 2022. La compra atrajo algunas críticas de los defensores antimonopolio, que la ven como indicativa de una tendencia más amplia hacia la monopolización en la industria tecnológica.
La popularidad de la aplicación aumentó en 2019 cuando el candidato presidencial estadounidense Pete Buttigieg reveló que había conocido a su marido en Hinge. También en 2019, la compañía inició Hinge Labs para investigar coincidencias exitosas y ajustar el algoritmo de compatibilidad de la aplicación y otras características. Hinge apareció en CNET como una de las mejores plataformas de citas para 2021. En octubre de 2021 se añadió una función de mensajes de voz a la aplicación.
En 2023, Hinge tenía 23 millones de usuarios simultáneos. Al final del tercer trimestre de 2023, Hinge tenía 1,3 millones de usuarios de pago, un 33 % más que el trimestre del año anterior. El número de usuarios de pago creció a 1,4 millones en el primer trimestre de 2024, un aumento del 31 % con respecto al primer trimestre de 2023, con 124 millones de dólares en ingresos.

## Operación
Presentados en una línea de tiempo vertical, los perfiles en Hinge se componen de hasta seis imágenes, junto con tres indicaciones personales autoseleccionadas que alientan a los usuarios a centrarse en los rasgos de personalidad en lugar de únicamente en la apariencia. En lugar de deslizar el dedo, los usuarios deben darle "me gusta" a fotos o mensajes específicos si desean comunicarse con otros miembros, aunque no están obligados a responder a estas fotos o mensajes. Hinge permite a los usuarios filtrar coincidencias según los rasgos que cree que son importantes para los usuarios, como la religión o la altura. No se incluyen otros rasgos que pueden ser importantes para los usuarios, como el tipo de cuerpo o si alguien es más introvertido o extrovertido.
Los usuarios pueden enviar mensajes a otros usuarios sin requerir primero una «coincidencia» en común. Como contramedida a los mensajes fantasma, la función «Tu turno» recuerda al usuario receptor que debe continuar una conversación. En 2018, para encontrar más coincidencias compatibles, Hinge lanzó la función «Nos conocimos» que permite a los miembros confirmar de forma privada que al menos han tenido una primera cita con una coincidencia en particular.
En julio de 2018, Hinge lanzó su función «mayor compatibilidad», que utiliza el algoritmo Gale-Shapley para recomendar a un usuario al día que, según Hinge, es la mejor combinación, determinada por sus gustos y factores. Hinge utilizaba anteriormente las listas de amigos de Facebook para facilitar las conexiones. Sin embargo, en 2018, la aplicación dejó de utilizar a los amigos de amigos como predictor de compatibilidad y fue rediseñada para que ya no requiriera Facebook.

## Mercadotecnia
La mercadotecnia de Hinge se centra en su tema «diseñado para ser eliminado». Cuando dos usuarios de Hinge se enamoran, se muestra a la mascota de la aplicación, Hingie, siendo destruida de varias maneras, como asada en una fogata, encerrada en hielo, atropellada por un taxi o aplastada por un aire acondicionado. En 2020, la aplicación lanzó la tienda de Hingie, que vende productos que se pueden «destruir», como bombas de baño y s'mores, además de ropa y joyas.
Después de que un video realizado por Gina DiVittorio titulado «La mujer ideal según los perfiles de los hombres en Hinge» se hiciera viral en 2019, la compañía contrató a DiVittorio para protagonizar una serie web llamada Cheap Date (Citas baratas), en la que ella probaba y analizaba ideas para citas que cuestan menos de 20 €. La serie fue nominada para un premio Webby en 2020 a la categoría «Cultura social y estilo de vida (vídeo)».